# IC 4811
IC 4811 ist eine Spiralgalaxie vom Hubble-Typ Sbc? mit ausgedehnten Sternentstehungsgebieten im Sternbild Pfau am Südsternhimmel. Sie ist schätzungsweise 203 Millionen Lichtjahre von der Milchstraße entfernt und hat einen Durchmesser von etwa 35.000 Lichtjahren.

Das Objekt wurde im September 1900 von DeLisle Stewart.